# Horsehills Creek
Horsehills Creek är ett vattendrag i Kanada.   Det ligger i provinsen Alberta, i den centrala delen av landet, 2 800 km väster om huvudstaden Ottawa.
Trakten runt Horsehills Creek består till största delen av jordbruksmark. Runt Horsehills Creek är det ganska tätbefolkat, med 60 invånare per kvadratkilometer.